# われらが愛知
「われらが愛知」（われらがあいち）は日本の都道府県の一つである愛知県が制定した県民歌。1950年（昭和25年）、同年の第5回国民体育大会（愛知国体）開催に合わせて制定された。作詞・若葉清成、補作詞・西條八十、作曲・古関裕而。

## 解説
県民歌の多くに見られる国民体育大会を契機に制定された「国体県民歌」と、1945年（昭和20年）の第二次世界大戦終戦後に荒廃した県土を再建する意思を歌い上げる「復興県民歌」の両面を兼ね備えている。また、3番では横浜港と神戸港に次ぐ国際港湾として昭和初期から急速な発展を遂げていた名古屋港を讃えていることが大きな特徴である。
現在は県の行事以外で演奏されることは少ないが、2008年（平成20年）8月にはブラジル愛知県人会総会の50周年記念式典で演奏されている。
なお、愛知県の県庁所在地である名古屋市では県民歌制定に先立ち、1910年（明治43年）2月28日という極めて早期に「名古屋市歌」を制定している。これは現存する市歌としては前年に制定された横浜市歌に次いで2番目に古いものとされる。

## 歴史

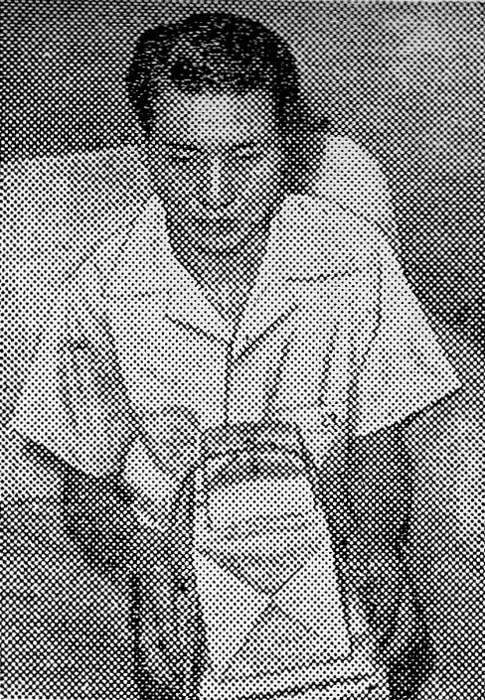
作詞者の若葉清成
（『広報あいち』1950年8月15日号）

### 前史
愛知県における県民歌制定に向けた最初の動きは、1918年（大正7年）に愛知県教育会が『愛知教育雑誌』を通じて行った「愛知県歌」の懸賞募集に始まる。この懸賞募集では1910年（明治43年）に名古屋市歌を作詞した国語学者の上田萬年が審査委員長を務め、62編の応募作が集まったが「該当作無し」となり佳作3編が選定されるに留まった。愛知県教育会はこの結果を受けて上田に作詞を依頼したが、歌詞が完成したことを示す記録は確認されていないため未完成に終わったものとみられる。

### 制定
第二次世界大戦終戦から5年後の1950年（昭和25年）、同年の愛知国体開催に先立ち「郷土色豊かで愛知の県勢を詠み、老幼を問わず誰でも歌いうるもの」として、県と中部日本新聞社（現在の中日新聞社）が合同で県章のデザインと合わせて県民歌の歌詞を募集し、1,073編の応募作から国鉄名古屋鉄道局職員の若葉清成が応募した歌詞が入選した。
入選作を基に県からの委託により、西條八十が補作詞、古関裕而が作曲をそれぞれ担当し、8月15日付の県広報紙で県章と共に制定が発表された。同年には日本コロムビアが藤山一郎と安西愛子の歌唱によるSPレコードを制作している。